# Jessie George Schatz
Jessie George Schatz, Spitzname Bubi, (* 12. August 1954 in Offenbach; † 9. August 1996 in Escambia County, Florida, USA) war ein deutsch-amerikanischer Staff Sergeant in der US-amerikanischen Militärverbindungsmission Neu Fahrland (Potsdam).
Schatz war der Fahrer von Major Arthur Nicholson auf der verhängnisvollen Aufklärungstour am 24. März 1985 in das Gebiet der DDR nach Techentin bei Ludwigslust, Mecklenburg-Vorpommern, bei der Nicholson von einem sowjetischen Wachposten erschossen wurde. Ssgt. Schatz zählte mit mehr als 150 Aufklärungsfahrten in der DDR zu den erfahrensten Mitgliedern der US Military Liaison Mission (USMLM). Nach Nicholsons Tod musste Schatz vor insgesamt sechs US-amerikanischen Untersuchungsausschüssen als Zeuge aussagen. Charles J. Fiala, Chef des Stabes der 7. US-Armee (USAREUR), bezeichnete Schatz als den „berühmtesten Sergeant der US-Army“.
Das Ministerium für Staatssicherheit der DDR überwachte Schatz zehn Jahre lang auf Schritt und Tritt, platzierte mehrere Inoffizielle Mitarbeiter in seinem Umfeld, ließ private Unterlagen entwenden, las seine Briefe, überwachte den privaten Telefonanschluss und terrorisierte ihn und seine Familie. 1979 und 1986 scheiterten zwei Versuche des sowjetischen Geheimdienstes KGB, Schatz als Agenten anzuwerben.
Schatz war verheiratet und hatte zwei Kinder. Sein Grab befindet sich auf dem Memory Park Cemetery in Milton, Santa Rosa County, Florida.

## Laufbahn beim Militär
- 1972: Eintritt in die US-Army
- 1979–1982: Fahrer bei der USMLM Neu Fahrland (Detachment A/10. Special Forces Group der US-Army/US-Berlin Brigade)
- 1982–1984: Fort Still/Oklahoma City
- 1984–1989: Fahrer bei der USMLM Neu Fahrland, ab 1986 Wirtschaftsleiter im Potsdam House
- 1989/90: Volksfest Branch Public Affairs Office USCOB (Deutsch-Amerikanisches Volksfest)